# Sister Sledge
Sister Sledge – amerykański zespół muzyczny z Filadelfii (Pensylwania), który założony został w 1971 roku. Skład zespołu tworzyły cztery siostry: Kim Sledge (ur. 21 sierpnia 1957), Debbie Sledge (ur. 9 lipca 1954), Joni Sledge (ur. 13 września 1956, zm. 10 marca 2017) oraz Kathy Sledge (ur. 6 stycznia 1959).

## Przeboje
Największe sukcesy zespół odnosił w 1979 roku, gdy ukazały się dwa „hymny” muzyki disco: „We Are Family” (#1  R&B, #2 Pop w Stanach Zjednoczonych) i „He’s the Greatest Dancer” (#1 R&B, #9 Pop w Stanach Zjednoczonych), wyprodukowane przez Nile’a Rodgersa i Bernarda Edwardsa z zespołu Chic. Obie piosenki zostały zawarte na składającym się z 8 utworów albumie We Are Family, wydanym w 1979 roku. Kolejna płyta to wydany w 1980 roku krążek Love Somebody Today, który zawierał utwory „Got to Love Somebody” (nr 6 R&B i nr 64 Pop w Stanach Zjednoczonych, nr 34 Pop w Wielkiej Brytanii) oraz „Pretty Baby”.
W 1981 roku, po tym jak członkinie zespołu Sister Sledge zdecydowały się na współpracę z producentem Naradą Michaelem Waldenem, grupa wydała album All-American Girls, który przyniósł dwa przeboje: tytułowy utwór, który znalazł się na pozycji 3. na liście R&B i miejscu 79. Hot 100 w Stanach Zjednoczonych, a w Wielkiej Brytanii był numerem 41, a „Next Time You’ll Know”, dotarł do 28. miejsca zestawienia R&B w Stanach Zjednoczonych. Siostry tworzyły i  śpiewały nowe piosenki w latach 80. i 90. W 1985 roku piosenka „Frankie” przez 4 tygodnie była numerem 1 w Wielkiej Brytanii; niespodziewanie kolejny singel, „Dancing on the Jagged Edge”, nie przebił się do najlepszej 40 na wyspach. Inny album, African Eyes, ukazał się w 1998 roku.
Największe przeboje sióstr Sledge były kilka razy notowane na listach w Wielkiej Brytanii, często towarzyszyły im świeże remiksy. Utwór „We Are Family” zajął 7. miejsce w 1979 roku, natomiast w 1984 roku miejsce 33., a w 1993 roku uplasował się na 5. pozycji. Lost in Music zajął miejsce 17. w 1979 roku, a w 1984 roku był numerem 4 i był notowany na 14. pozycji w 1993 roku. „Thinking of You” w 1984 roku był 11. i 17. w 1993 roku. Ich największy przebój w Wielkiej Brytanii wrócił na listy w 1979 roku docierając do miejsca 6. „He’s the Greatest Dancer” nie odniósł później sukcesu na Wyspach Brytyjskich w zmienionej wersji, chociaż Will Smith użył linii melodycznej z tej piosenki w swoim utworze „Gettin’ Jiggy Wit It”, który dotarł na 3. miejsce na brytyjskiej liście przebojów.